# Union Station (Winnipeg)
Union Station es la estación de trenes de Winnipeg, Manitoba, Canadá. Es una gran estructura de bellas artes situada cerca de The Forks en el Downtown de Winnipeg, y fue designada Sitio Histórico Nacional de Canadá en 1976. La estación también es una estación de tren patrimonial, así designada desde 1989.

## Historia

### Construcción inicial
Construida entre 1908 y 1911, la estación fue construida como una empresa conjunta entre la Canadian Northern Railway, la National Transcontinental, la Grand Trunk Pacific Railway y el gobierno de Dominion. El primer tren que entró en la estación lo hizo el 7 de agosto de 1911, siendo la inauguración oficial el año siguiente el 24 de junio de 1912.
Union Station fue diseñada por Warren y Wetmore, los arquitectos responsables de la Grand Central Terminal en la ciudad de Nueva York. Diseñada en estilo Beaux-Arts y construida con piedra caliza local de Tyndall, Union Station era una de las estaciones de tren más grandes del oeste de Canadá.
El edificio se extiende a lo largo de 110 metros a lo largo de Main Street, con la entrada cerca de la intersección de Main Street y Broadway. Las puertas de entrada del edificio están ubicadas debajo de un dosel decorativo de hierro que sobresale de la austera piedra caliza blanca. Encima del edificio hay una gran cúpula.

### Uso
La Union Station fue durante muchos años un importante centro de transporte en la región. Por sus pasillos pasaron miles de inmigrantes y albergaba la oficina regional de la Canadian National Railway, que heredó el edificio de sus predecesores. Una vez hubo varios trenes transfronterizos hacia Minneapolis-St. Paul, Minnesota operando desde la estación. El Great Northern Railway tenía su Winnipeg Limited, mientras que el Northern Pacific Railway también tenía un tren diurno sin nombre. Minneapolis, St. Paul y Sault Ste. Marie Railroad tenía su Winnipeger, que no daba servicio a Union Station, y terminaba en la estación de Canadian Pacific en Higgins Avenue hasta su interrupción en 1967. Todos estos servicios se interrumpieron antes de Amtrak y no hay planes actuales para restablecer ninguno de ellos.

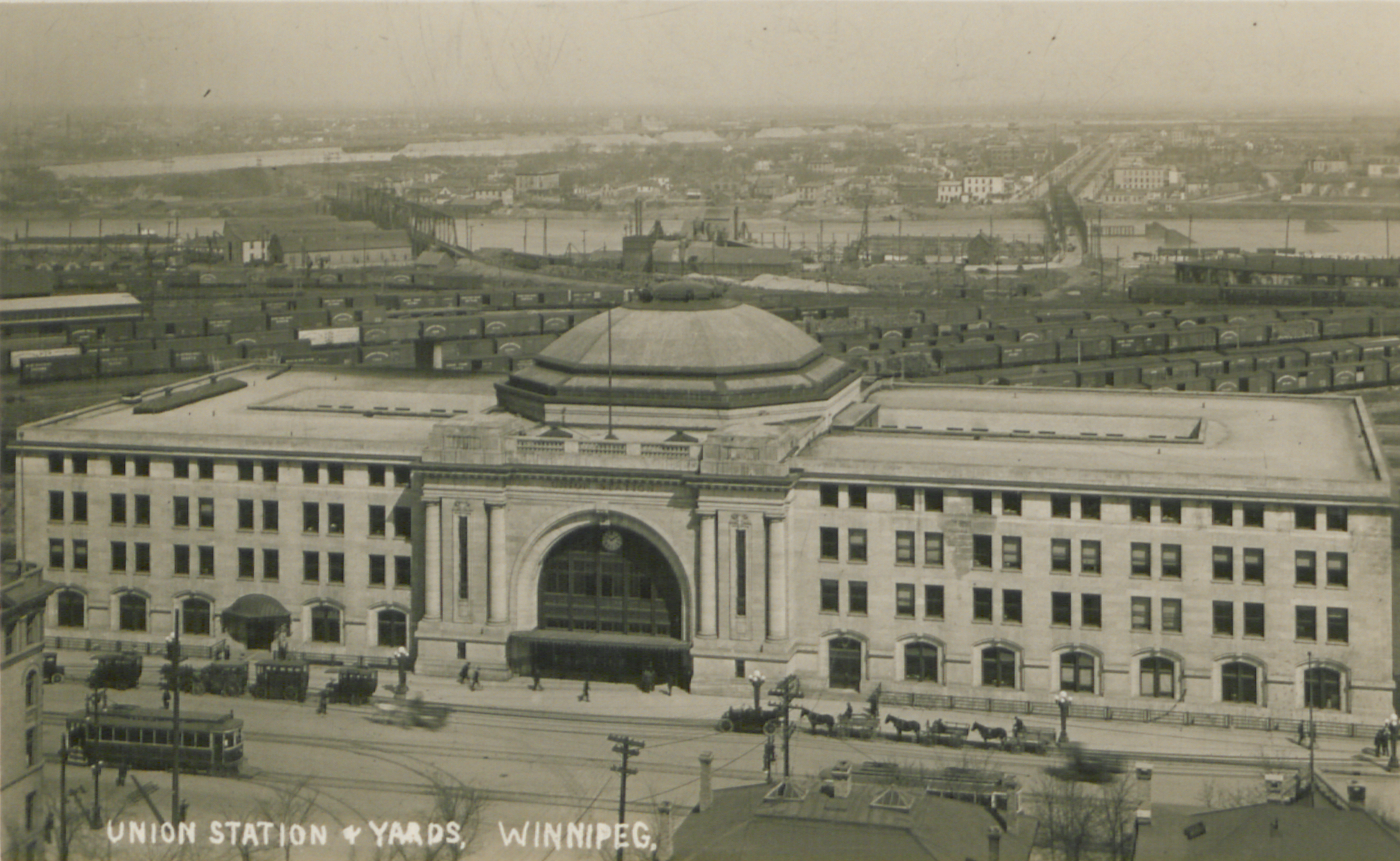
El edificio de la estación en 1913.

La Canadian National Railway cedió los servicios ferroviarios de pasajeros a Via Rail en 1978, que ha operado desde Union Station desde entonces. Actualmente, Union Station es utilizada por dos trenes: el Canadian y el Winnipeg-Churchill.
Aunque todavía se utiliza como terminal de trenes de pasajeros, las funciones de Union Station han cambiado con el tiempo. Por ejemplo, el edificio de la terminal contiene oficinas ocupadas por inquilinos no ferroviarios. La estación de tren, que incluye un total de ocho vías pasantes y cuatro andenes de pasajeros, alberga el Museo del Ferrocarril de Winnipeg en dos vías y dos andenes. Es una variación del cobertizo tipo Bush diseñado por Lincoln Bush.
Union Station es uno de los dos principales edificios de estaciones de trenes interurbanos en el Downtown de Winnipeg. Sin embargo, a diferencia de Union Station, la estación de tren Canadian Pacific dejó de funcionar como estación de tren tras la creación de Via Rail Canada en 1978 y ahora se utiliza para fines no relacionados con el transporte.

### Renovación
Durante 2011, Via Rail llevó a cabo una renovación de la estación por valor de 3 millones de dólares, compuesta en gran parte por reparaciones del techo y la vía del tren, así como varias mejoras para aumentar la eficiencia energética del edificio.

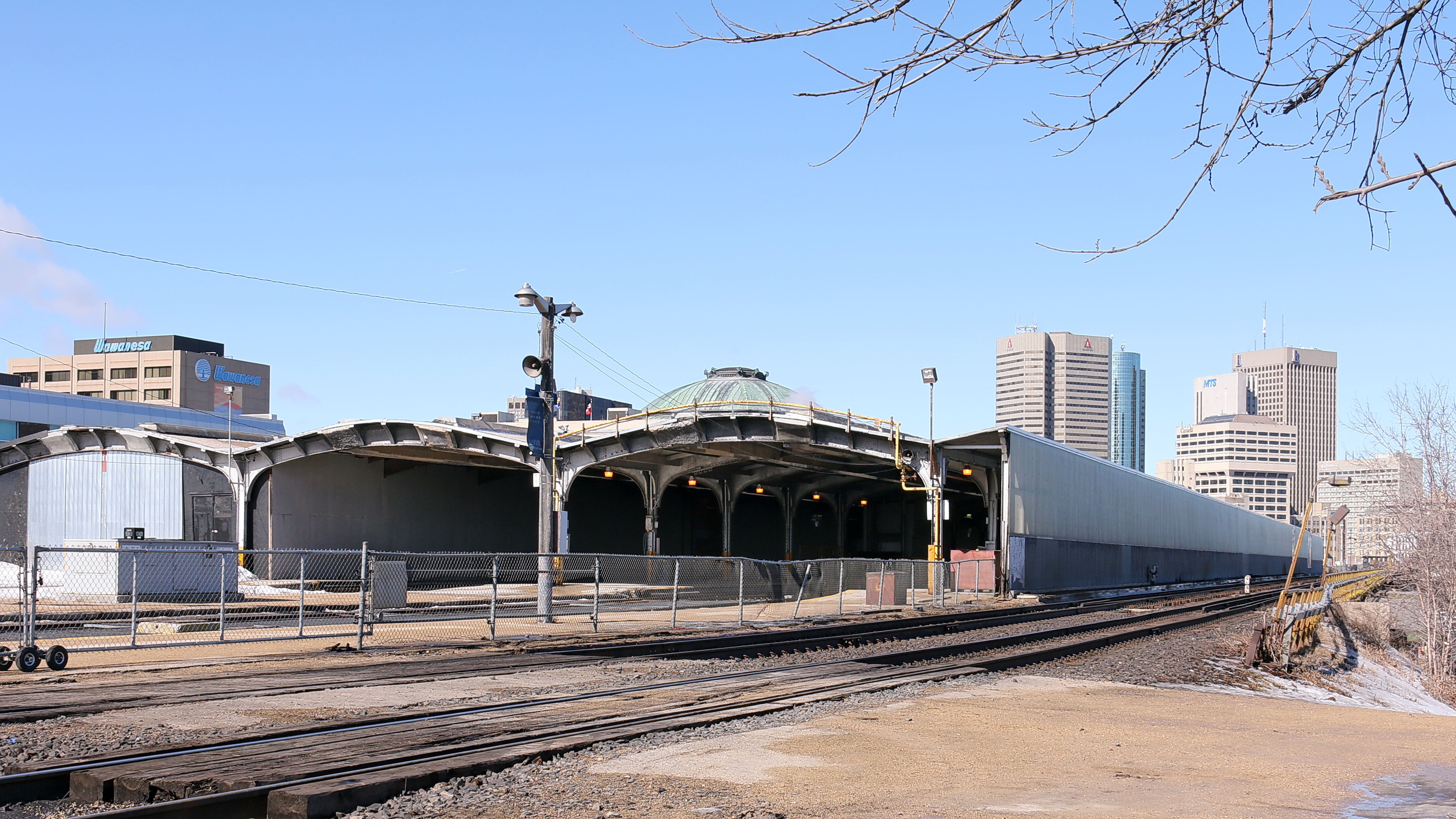
Andenes de la actual estación.

Las renovaciones han incluido la instalación de un nuevo techo, la mejora y el aislamiento del techo principal de R0 a R25 y el reemplazo de calderas de baja eficiencia por 3 calderas de condensación cercanas de alta eficiencia. Debido a las renovaciones, el consumo de gas en el edificio se redujo en un 82%, el consumo de electricidad se redujo en un 25 % y el consumo de agua se redujo en 2 millones de galones por año desde 1990. Los costos de calefacción para el edificio de 248 000 pies cuadrados (23 000 m2) se han reducido a 67 centavos por pie cuadrado al año, lo que está muy por debajo del requisito de 1 dólar por pie cuadrado al año para la calificación de ecoeficiencia de Manitoba. El edificio renovado ha recibido la designación BOMA BESt Nivel 2. Desde las mejoras ambientales, el edificio ganó el premio Earth Award 2012 de la Asociación de propietarios y administradores de edificios de Manitoba (BOMA) por edificios de usos múltiples.
En 2014, se completaron otros 6,5 millones de dólares en renovaciones, incluidas renovaciones de las áreas de espera de pasajeros, baños públicos accesibles, mejora de la entrada este, reparación y repintado de la rotonda, así como varias mejoras de seguridad.

### Planes futuros
Los planes futuros exigen que el Museo del Ferrocarril de Winnipeg se traslade a otra parte del área metropolitana para dar paso a una estación central de tránsito rápido donde se unirán varias rutas que cruzan la ciudad.